# Wyndham Airport
Wyndham Airport är en flygplats i Australien. Den ligger i kommunen Wyndham-East Kimberley och delstaten Western Australia, omkring 2 200 kilometer nordost om delstatshuvudstaden Perth. Wyndham Airport ligger 4 meter över havet.
Trakten runt Wyndham Airport är nära nog obefolkad, med mindre än två invånare per kvadratkilometer.. Närmaste större samhälle är Wyndham, nära Wyndham Airport. 
Omgivningarna runt Wyndham Airport är i huvudsak ett öppet busklandskap. Savannklimat råder i trakten. Genomsnittlig årsnederbörd är 1 095 millimeter. Den regnigaste månaden är februari, med i genomsnitt 300 mm nederbörd, och den torraste är augusti, med 1 mm nederbörd.